# Kathedrale von Nancy

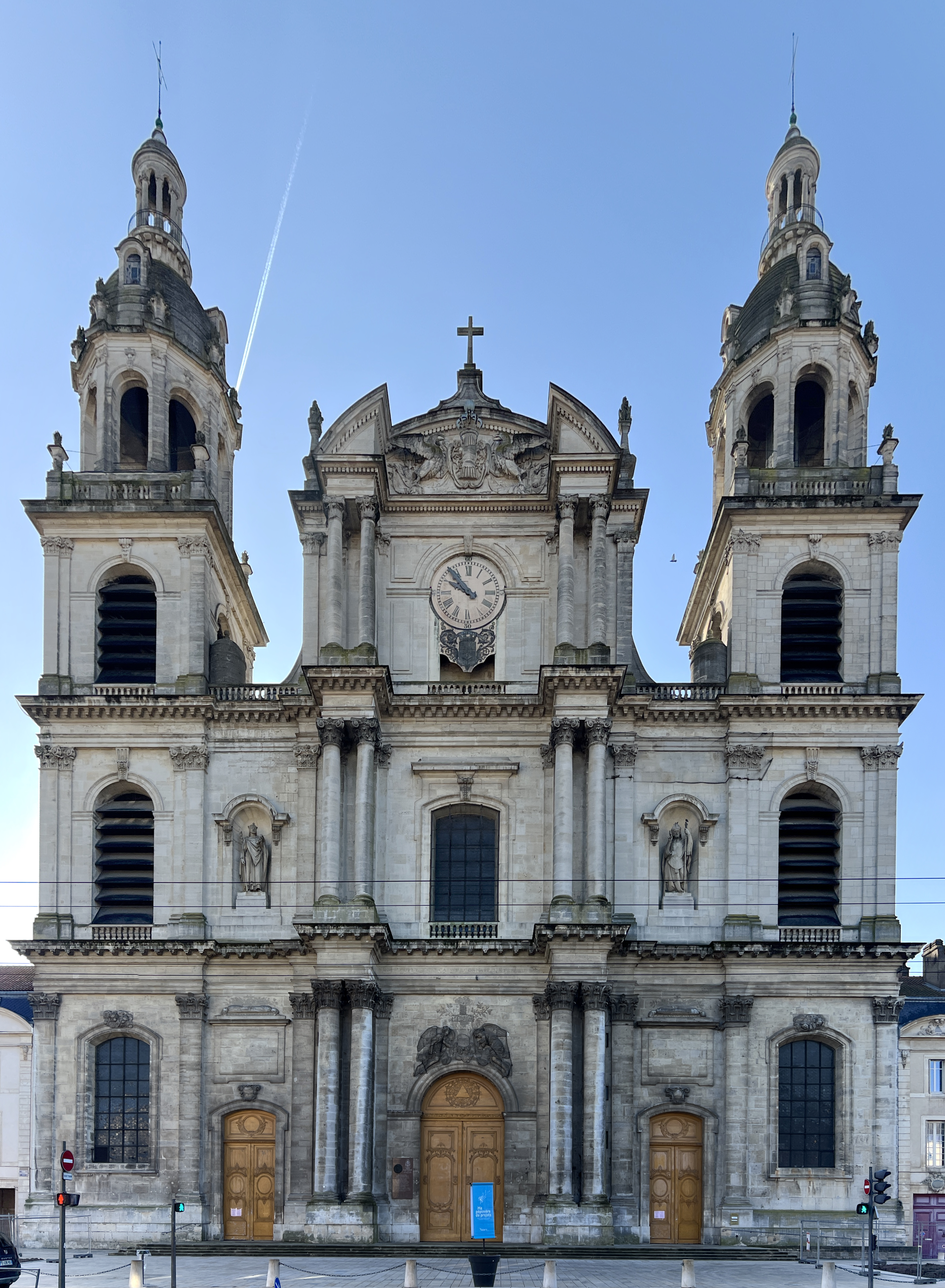
Fassade der Kathedrale

Die Kathedrale von Nancy (Cathédrale Notre-Dame-de-l’Annonciation de Nancy, übersetzt Kathedrale Unserer lieben Frau von der Verkündigung zu Nancy) ist der Bischofssitz des römisch-katholischen Bistums Nancy-Toul.

## Geschichte
Sie wurde unter Leopold I. von Lothringen von 1703 bis 1742 nach den Plänen von Giovanni Betto, Jules Hardouin-Mansart und Germain Boffrand erbaut. Für die ersten Pläne ließ sich Betto durch die Kirche Sant’Andrea della Valle in Rom inspirieren. Die nachfolgenden Architekten änderten diese Pläne wieder. Der Abstand zwischen den Türmen und die Länge des Kirchenschiffes wurden im Hinblick auf eine zentrale Kuppel angelegt, die dann aber im Laufe der Baugeschichte durch eine einfache Kuppel und einen Giebel mit Uhr ersetzt wurden. Die Fassade sowie der Innenraum sind korinthischen Stils.
Anfang des 17. Jahrhunderts war das Herzogtum Lothringen zwar politisch unabhängig, befand sich jedoch in spiritueller Abhängigkeit von den drei Bistümern Metz, Toul und Verdun. Mangels eines Bischofes in Nancy hatte der Herzog Karl III. vom Papst die Ernennung eine Primas erreicht, deshalb der Name Kathedrale des Primas zu Nancy. Die Kirche wurde erst 1777 zur Kathedrale, bei der Ernennung des ersten Bischofes von Nancy, nach dem Anschluss Lothringens an Frankreich und dem Tod des Königs Stanislaus.

## Beschreibung des Bauwerks
Der Grundriss in Form eines lateinischen Kreuzes umfasst in seiner Breite: ein Kirchenschiff, zwei Seitengänge und zwei Seitenschiffe mit je drei Kapellen. In seiner Länge ist es zusammengesetzt aus einem Halbgewölbe, wo sich die Orgel befindet, aus drei ganzen Gewölbefächern, aus einem Querschiff, einer Kuppel, einem vierten Gewölbefach, das sich von der Kuppel bis zu den Sakristeien erstreckt und einer halbrunden Apsis, die etwas über die Außenmauern der Sakristeien hinausragt.
Das 60 Meter lange und 13,5 Meter breite Kirchenschiff vermittelt beim Eintreten den Eindruck von Würde und Ausgewogenheit. Die mächtigen Pfeiler sind mit korinthischen Pilastern verziert. Die Schlichtheit der klassischen Kunst wird durch Engelskulpturen abgebildet, die auf beiden Seiten die Ecksteine der Seitenarkaden schmücken Diese Engel tragen die Embleme der Jungfrau Maria und zeigen darauf an, dass die Kirche Maria, genauer der Jungfrau der Verkündigung, gewidmet ist. Rechts tragen sie eine Sonne, einen Turm, eine Bourbonenlilie, eine Palme, einen Stern, eine Krone. Links den Ölbaum, die Rose, die Arche des Bundes, eine Uhr, ein Ziborium, eine offene Tür.

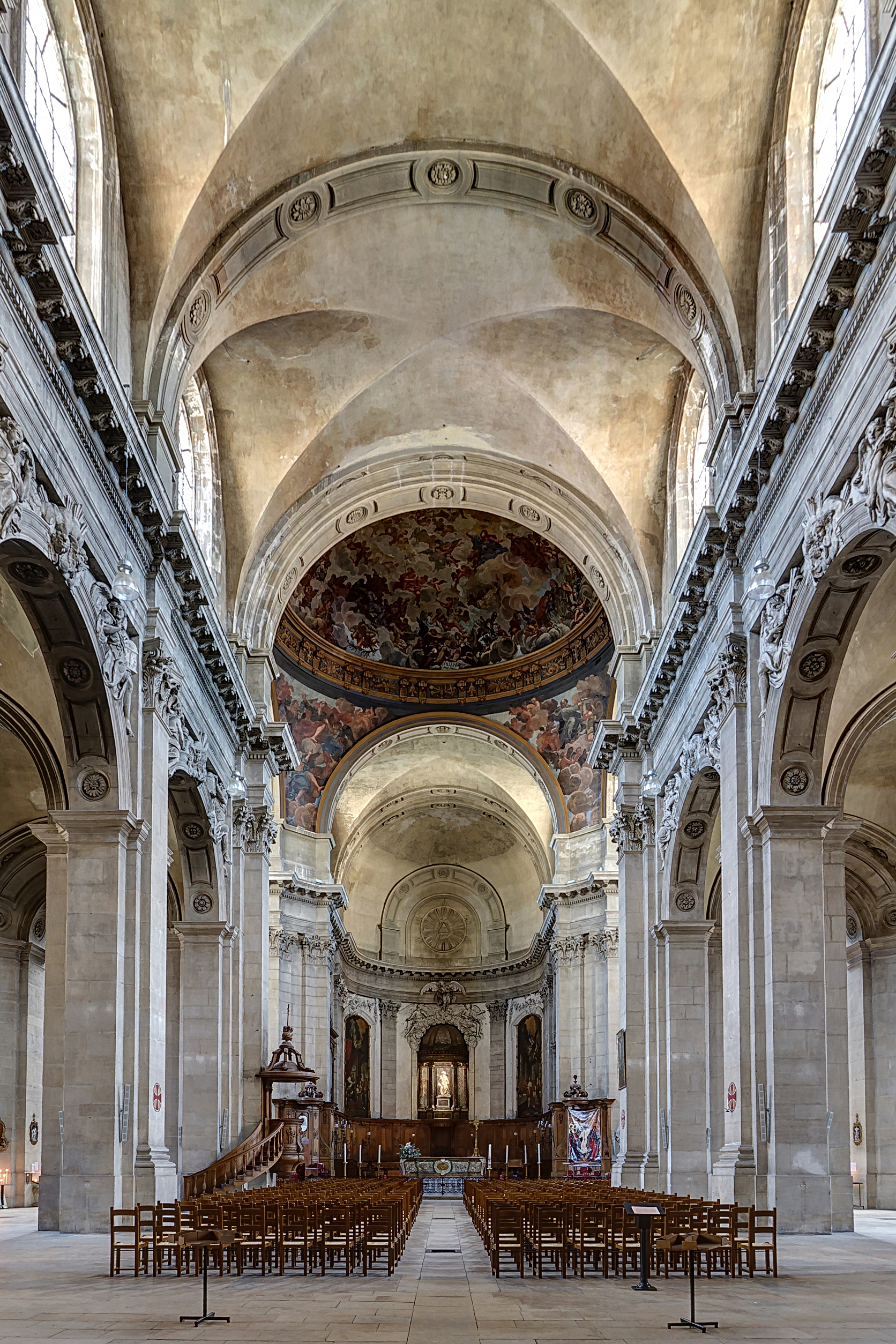
Kirchenschiff
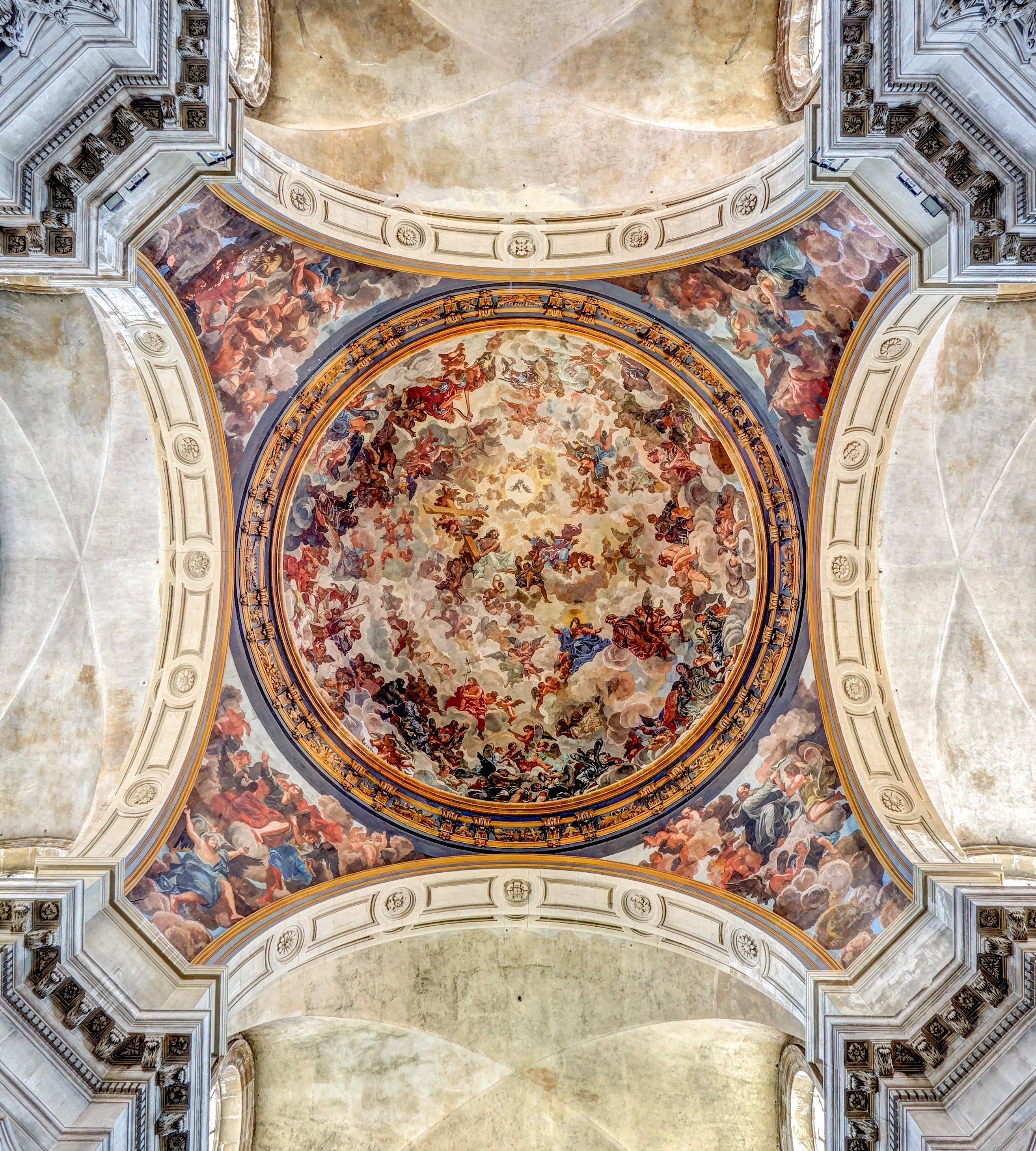
Kuppel
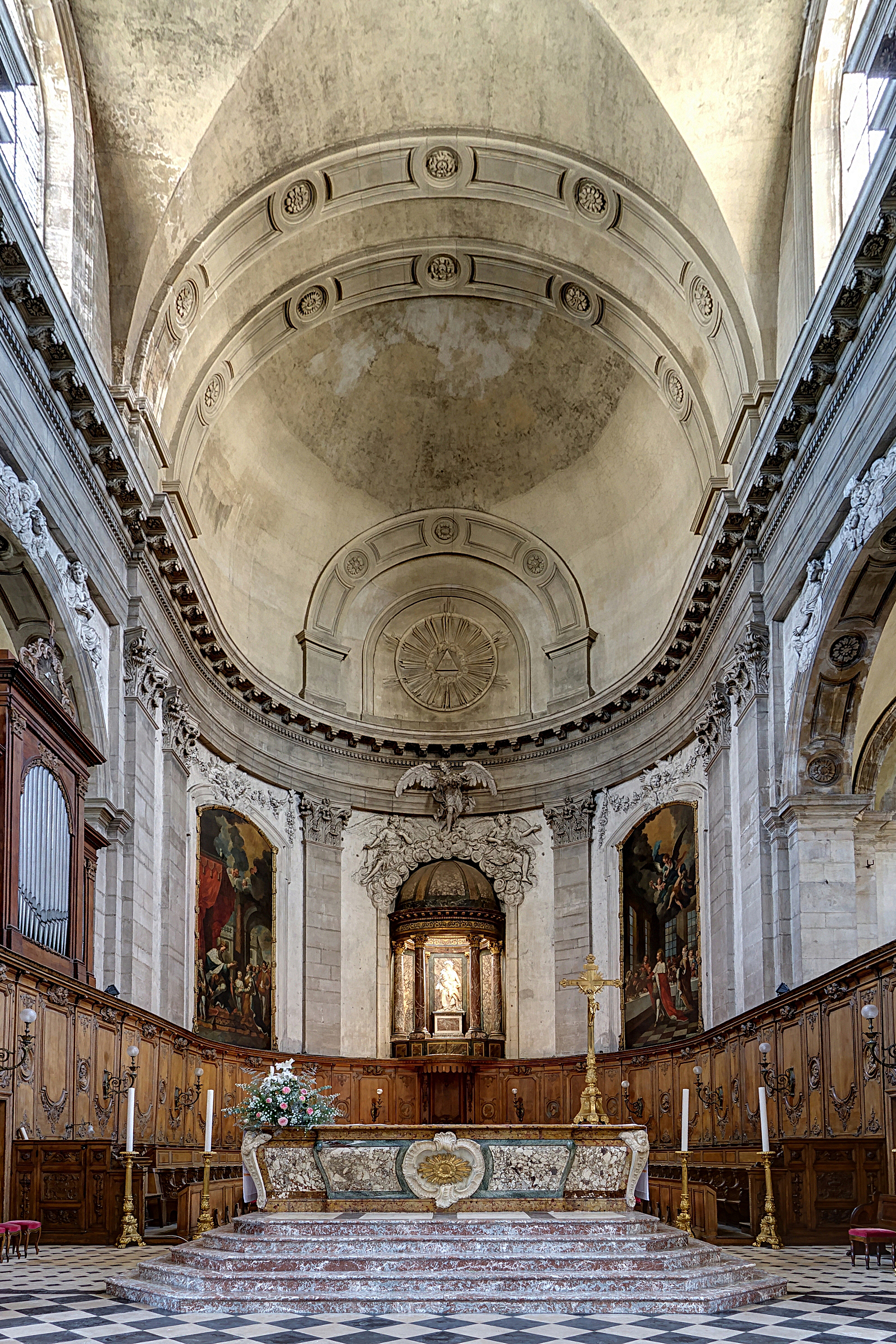
Altar

## Orgeln

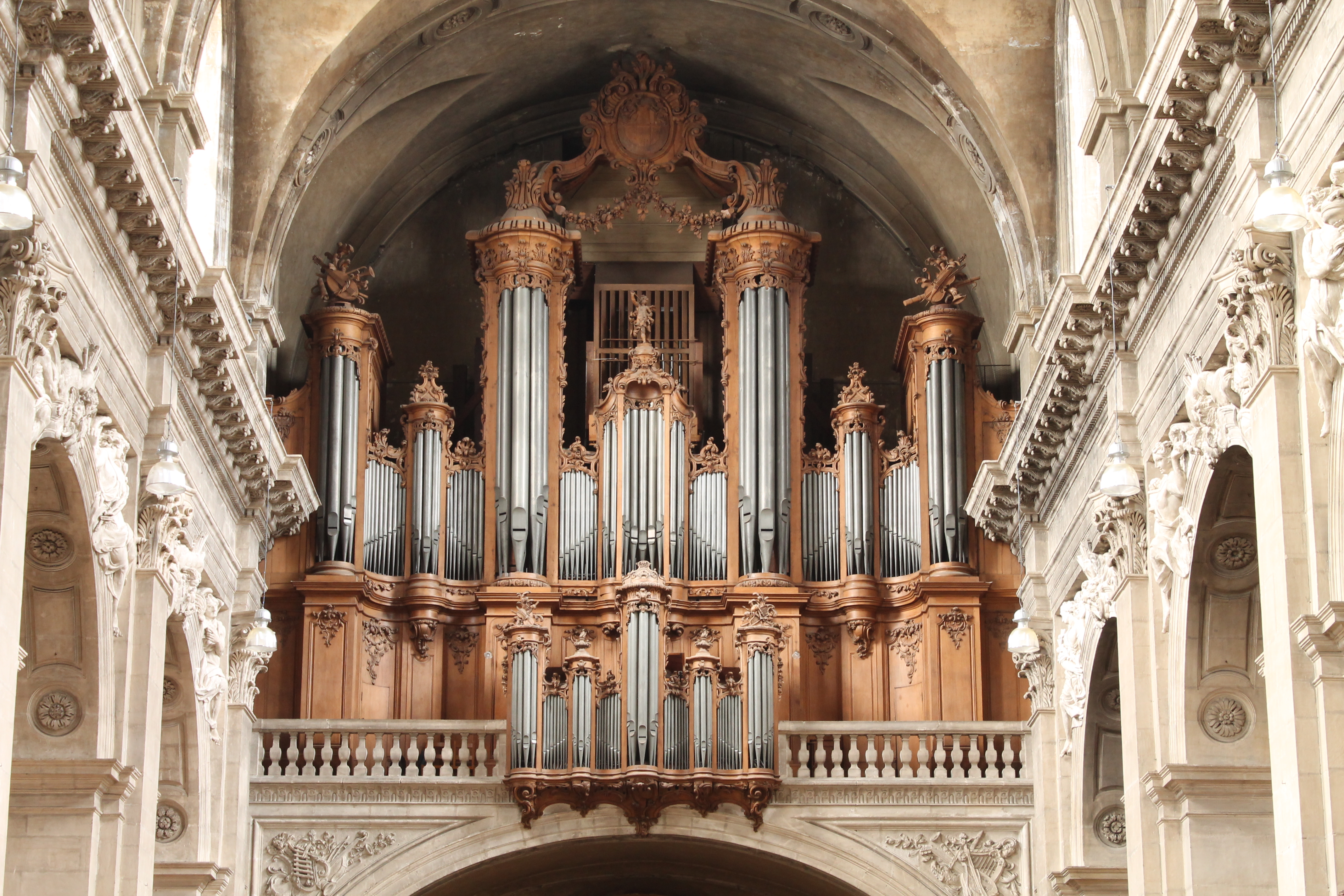

→ Hauptartikel: Die Orgeln der Kathedrale von Nancy

Die große Orgel geht zurück auf ein Instrument, das 1763 von dem Orgelbauer Nicolas Dupont erbaut worden war. Im Laufe der Zeit wurde die Orgel mehrfach restauriert, u. a. 1861 von Aristide Cavaillé-Coll, 1921 von Charles Mutin, und zuletzt 1965 von dem Orgelbauer Haerpfer-Erman. Das Instrument hat 65 Register auf vier Manualen und Pedal.
Auf der linken Seite des Chores befindet sich daneben eine Chororgel von Kuhn aus dem Jahre 1912 mit 17 Registern.

## Glocken
Das Geläut der Kathedrale besteht aus neun Glocken, von denen die vier größeren im Turm rechts der Fassade aufgehängt sind, die anderen im linken Turm. Nur die größte Glocke und die Glocken Nr. 5, 8 und 9, die seinerzeit für die Anzeige der Uhrzeit gebraucht wurden, haben die Französische Revolution überstanden, die anderen wurden im 19. Jahrhundert gegossen.
| Nr. | Gussjahr | Gießer, Gussort         | Durchmesser | Masse (kg) | Schlagton (HT-1/16) | Bemerkungen                                  |
| 1   | 1742     | Queyrat, Nancy          | 1.550 mm    |            |                     | Pate: Herzog Stanislaus                      |
| 2   | 1867     | Goussel Jeune, Metz     | 1.400 mm    |            |                     | gezeigt auf der Pariser Weltausstellung 1867 |
| 3   | 1807     | Les Goussel, Breuvannes |             |            |                     | Name: Charlotte                              |
| 4   | 1827     | Thuillie Fils, Nancy    | 1.170 mm    |            |                     |                                              |
| 5   | 1760     | F. La Chaussee, Nancy   | 1.090 mm    |            |                     |                                              |
| 6   | 1897     | Ch.Martin, Nancy        | 880 mm      |            |                     |                                              |
| 7   | 1897     | Ch.Martin, Nancy        | 730 mm      |            |                     |                                              |
| 8   | 1756     | F. La Chaussee, Nancy   | 550 mm      |            |                     |                                              |
| 9   | 1756     | F. La Chaussee, Nancy   | 490 mm      |            |                     |                                              |